# Hryhorij Cehlynskyj
Hryhorij Cehlynskyj, cyrilicí Григорій Цеглинський (9. března 1853 Kaluš – 23. října 1912 Vídeň-Hietzing), byl rakouský politik ukrajinské (rusínské) národnosti z Haliče, na počátku 20. století poslanec Říšské rady.

## Biografie
Pocházel z rodiny policejního úředníka. Působil coby ředitel gymnázia v Přemyšli. Studoval na gymnáziu v Kolomyji a Stanislavově. Absolvoval Vídeňskou univerzitu. Sloužil jako jednoroční dobrovolník v armádě u 3. cvičného regimentu. Dosáhl hodnosti poručíka v záloze. Byl učitelem na akademickém gymnáziu ve Lvově. Zároveň působil v letech 1887–1888 v redakci listu Zorja a byl činný v divadelním spolku Ruska besida. Od roku 1888 byl ředitelem státního gymnázia v Přemyšli, kde do roku 1895 ještě existovaly paralelní ukrajinské a polské třídy. Později šlo o čistě ukrajinský vzdělávací ústav. Psal též divadelní hry.
Působil také coby poslanec Říšské rady (celostátního parlamentu Předlitavska), kam usedl ve volbách do Říšské rady roku 1907, konaných poprvé podle všeobecného a rovného volebního práva. Byl zvolen za obvod Halič 61. Mandát obhájil i ve volbách do Říšské rady roku 1911. Poslancem byl až do své smrti v roce 1912.
Po volbách roku 1907 byl uváděn coby člen poslaneckého Rusínského klubu. Byl členem předsednictva parlamentního Rusínského klubu. Patřil mezi ukrajinské národní demokraty.
Zemřel v říjnu 1912 ve věku 60 let na chorobu srdce ve Vídni.